# Nicole Matthews
Nicole Matthews (Coquitlam, 15 gennaio 1987) è una wrestler canadese.
Lotta regolarmente per la Shimmer Women Athletes e altre federazioni del circuito indipendente. In carriera ha detenuto numerosi titoli indipendente tra cui lo Shimmer Championship e lo Shimmer Tag Team Championship insieme a Portia Perez.

## Carriera

### SuperGirls
Nicole Matthews è stata originariamente convinta a provare la carriera nel pro wrestling dal suo amico, il wrestler Sd Sylum. Ha fatto il suo debutto nel wrestling professionistico nel febbraio 2006 insieme ad un'altra ragazza sotto allenamento, Veronika Vice. Nel marzo e settembre 2006 Nicole ha iniziato a lottare per SuperGirls Wrestling, parte della NWA: Extreme Canadian Championship Wrestling. Il 27 ottobre 2006 ha sconfitto Nattie Neidhart e Veronika Vice in un Three-Way Match per il SuperGirls Championship. Ha difeso il titolo contro Veronika e Aurora nelle successive settimane.Veronika, comunque, ha sconfitto Nicole per il titolo il 21 aprile 2007. Durante questo periodo Nicole ha anche formato un'alleanza con Sid Sylum, lottando al suo fianco in diversi mixed tag team match e occasionalmente vestendo i panni della manager. Nicole ha continuato il Feud con Veronika per il resto dell'anno. Nel marzo 2008 Nicole ha ottenuto nuovamente il SuperGirls Championship in un match contro Penni Lane. Ha tuttavia riperso il titolo contro Veronika Vice il 7 febbraio 2009.

### Shimmer Women Athletes
Nicole ha mandato un demo alla Shimmer Women Athletes nel dicembre 2006 ma non è stata contattata più dalla promotion. Nell'ottobre 2007 tuttavia Nicole è stata chiamata ad unirsi alla compagnia quando Portia Perez ha avuto bisogno di una tag team partner. Nicole bha fatto coppia con Portia nel Volume 15 e 16 dove rispettivamente hanno sconfitto Lorelei Lee e Ashley Lane e sono state sconfitte da Ariel e Josie. Dopo tre singles match in SHIMMER, il primo perso contro Shark Girl nel Volume 17, il secondo vinto contro Lorelei Lee nel Volume 18, e il terzo perso contro la rientrante Nikki Roxx nel Volume 19 ha iniziato a fare nuovamente coppia con Portia Perez come le Canadian NINJAS nel Volume 20 dove hanno sconfitto Allison Danger e Jennifer Blake.
Il 19 ottobre 2009, nel Volume 21, le Canadian NINJAS hanno partecipato al Gauntlet Match per determinare le prime SHIMMER Tag Team Champions partnedo col numero uno. Sono riuscite a sconfiggere le Pink Ladies (Madison Eagles e Jessie McKay) ma sono state eliminate dalle Suicide Blondes (LuFisto e Jennifer Blake). Nel Volume 22 le NINJAS hanno sfidato Ashley Lane e Nevaeh per gli Shimmer Tag Team Championship ma hanno fallito nella cattura. Nel Volume 23, registrato il 2 maggio 2009, ha lottato con Daizee Haze in un 20 minute time limit draw, prima di perdere però un rematch nel Volume 24. Il 3 maggio 2009, nel Volume 25, le Canadian NINJAS sono state sconfitte da Allison Danger e Daizee Haze ma dopo aver messo fuori gioco Allison Danger le NINJAS hanno avuto una seconda title shot ai titoli di Ashley e Nevaeh. Nel Volume 26 Nicole e Portia hanno sconfitto Ashley Lane e Nevaeh vincendo gli Shimmer Tag Team Championship.
L'8 novembre 2009 Nicole è tornata nuovamente in singolo perdendo nel Volume 27 contro Cheerleader Melissa ma vincendo contro Allison Danger nel Volume 28 dopo aver utilizzato una delle due cinture di coppia. Il 10 aprile 2010 ha preso parte per la prima volta in un Main Event SHIMMER difendendo con successo i titoli di coppia in coppia con Portia Perez contro la SHIMMER Champion MsChif e Cheerleader Melissa. Più tardi quella sera, nel Volume 30, ha sconfitto Jessie McKay con il suo Last Rites in un match singolo. Il giorno successivo ha difeso nuovamente i titoli di coppia con successo, sconfiggendo questa volta il team di Nikki Roxx e Ariel. La sua winning streak si è distrutta quando nel Volume 32 ha perso contro "Dark Angel" Sarah Stock dopo un intervento fallito di Portia Perez.
Nicole Matthews ha offerto la rivincita a Jessie McKay nel Volume 33 che è stato accettato e vinto dalla Everybody's Favourite Girlfriend dopo il suo Boyfriend Stealer. Nel Volume 34 Nicole Matthews e Portia Perez hanno mantenuto i loro titoli contro Rachel Summerlyn e Jessica James. Nel Volume 35 ha avuto uno dei match più impegnativi della sua carriera lottando e perdendo contro la leggendaria Ayako Hamada.

### nCw Femmes Fatales
Il 30 maggio 2010 è stato annunciato che Nicole Matthews avrebbe preso parte al torneo per decretare la prima nCw Femmes Fatales Champion rimpiazzando Kacey Diamond, fuori per un infortunio, nel suo match con Cheerleader Melissa. Nicole Matthews, comunque, non è stata in grado di ottenere la vittoria e Melissa è avanzata alle semi-finali dove lotterà con l'altro membro delle Canadian NINJAS, Portia Perez. Il 23 ottobre 2010, nel quarto show della nCw Femmes Fatales ha aiutato Portia Perez a sconfiggere Cheerleader Melissa facendola avanzare nel torneo per decretare la prima nCw Femmes Fatales Champion. Più tardi quella sera, tuttavia, ha perso un match contro Mercedes Martinez dopo un Fisherman Buster e pertanto non ha potuto presenziare nell'angolo di Portia Perez nel Main Event e la vincitrice e prima campionessa è quindi stata LuFisto.

### Wrestlicious
Nel primo 2009 Nicole ha preso parte ai tapings della prima stagione di Wrestlicious, che è iniziata ad andare in onda nel marzo 2010. Nella promotion utilizza il ring name  di Hope e forma il team delle "Naughty Girls" con la sua partner Faith, interpretata da Portia Perez. Ha debuttato nel quinto episodio il 31 marzo facendo coppia con Faith perdendo contro il team di Charlotte e Paige Webb.

## Vita privata
Nicole giocava a pallavolo e nuotava al liceo. Frequenta la Simon Fraser University dove sta studiando chinesiologia. Inoltre lei insegna nuoto e lavora come bagnina.

## Personaggio

### Mosse finali
- Last Rites (Rolling cutter)[4]

### Musiche d'ingresso
- Timebomb by Beck[4]
- Toxic by Local H (SHIMMER)

## Titoli e riconoscimenti
- Extreme Canadian Championship Wrestling
  - ECCW SuperGirls Championship (2 volte)[4]
- Pro Wrestling Illustrated
  - PWI ranked her #39 of the best 50 female singles wrestlers in the PWI Female 50 in 2009[19]
- Shimmer Women Athletes
  - Shimmer Tag Team Championship (2 volte, attuale) – con Portia Perez